# Pomoreanî
Pomoreanî (în ucraineană Поморяни) este o așezare de tip urban din raionul Zolociv, regiunea Liov, Ucraina. În afara localității principale, mai cuprinde și satele Bohutîn, Kulbî, Nadilne, Torhiv și Zahora.

## Demografie
Componența lingvistică a așezării de tip urban Pomoreanî
     Ucraineană (99,4%)
     Alte limbi (0,61%)
Conform recensământului din 2001, majoritatea populației așezării de tip urban Pomoreanî era vorbitoare de ucraineană (99,4%), existând în minoritate și vorbitori de alte limbi.